# Histriomastix (Theaterstück)

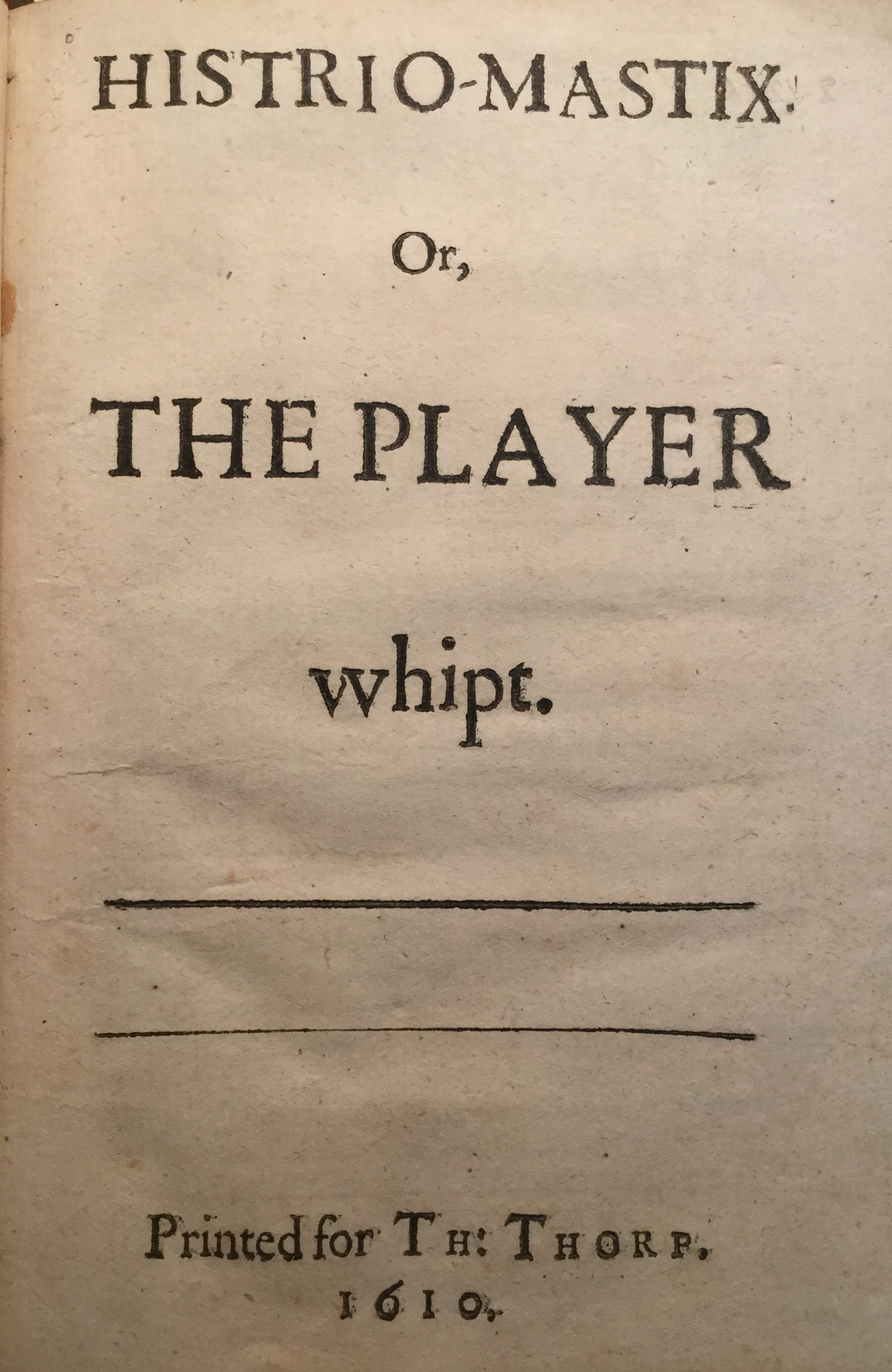
Titelseite von Histrio-mastix (1610)

Histriomastix oder The Player Whipped ist ein Theaterstück aus der Spätzeit des Elisabethanischen Theaters, verfasst von dem Satiriker John Marston und wurde 1599 uraufgeführt.

## Bedeutung des Titels
Histriomastix ist eine Zusammenziehung der Wörter Histrio (lateinisch für (Hof)Schauspieler) und -mastix, was Gegnerschaft bedeutet (herleitend von altgriechisch Peitsche, Geißel). Diese Übersetzung wird auch im Untertitel The Player Whipped („Der gepeitschte Schauspieler“) genannt.

## Geschichte
Das Stück wurde am 31. Oktober 1610 in das Stationers’ Register der Worshipful Company of Stationers and Newspaper Makers eingetragen. Noch im selben Jahr wurde es anonym von George Eld gedruckt und vom Buchhändler Thomas Thorpe veröffentlicht.
Marstons Urheberschaft des Stücks wird mittlerweile einhellig angenommen, obwohl dies seitens der Wissenschaft und Kritik lange Zeit bestritten wurde, auch da auf dem Druck von 1610 kein Autor erwähnt wurde. Einige sind der Ansicht, dass Marston ein älteres Stück überarbeitet hat, welches um 1589 entstand, aber auch dies ist umstritten.
Ebenso wurde früher angenommen, dass das Stück von den Children of Paul’s aufgeführt wurde, eine der seinerzeit tätigen Theaterkompanien von Boy Actors; jedoch kürzliche Forschungsergebnisse ergaben, dass Histriomastix bei den Weihnachtsfeierlichkeiten im Jahreswechsel 1598/89 im Middle Temple aufgeführt wurde, was die Teilnahme der professionellen Children of Paul’s unwahrscheinlich macht. Stücke, die in den Inns of Court aufgeführt wurden, wurden von kostengünstigen Laien aufgeführt, was auch eine Vielzahl zusätzlicher Akteure – es werden für dieses Stück (ohne doubling, d. h. die Übernahme mehrerer Rollen durch einen Schauspieler) über 120 Personen angenommen – auf der Bühne ermöglichte. Die reichhaltige Struktur des zulässigen Humors lässt zudem auch auf eine Aufführung am Inns of Court schließen.
Das Stück ist eine Moralität über die menschliche Natur, die durch eine Reihe symbolischer Szenen zeigt, wie die Gesellschaft durch Stolz, Gier und Trägheit in Krieg und Zerstörung geführt wird. Neben anderen üblichen Zielen satirischen Spotts (etwa Frauen) zielt das Stück hier auf professionelle Schauspieler – was mit der Gelehrtenansicht übereinstimmt, dass es mit hoher Wahrscheinlichkeit von Laien aufgeführt wurde.

## Handlung
Histriomastix erstreckt sich, für Theateraufführungen ungewöhnlich, über sechs Akte und dramatisiert eine zyklische Sicht der Geschichte, in der ein Gemeinwesen (Commonwealth) verschiedene Perioden durchläuft, die von Frieden, Überfluss, Stolz, Neid, Krieg und Armut dominiert werden, wobei jede Stufe von der vorhergehenden erzeugt wird, bis der Frieden endlich wiederhergestellt ist. Um diesem unaufhaltsamen Prozess entgegenzuwirken, hebt eine der Hauptfiguren die zentrale Bedeutung des Rechts hervor und darüber hinaus die Bedeutung der freien Künste und die ihrer Ausübenden für das Wohlergehen des Gemeinwesens. In der Nebenhandlung schließt sich eine Gruppe von Arbeitern zu einem Schauspielensemble zusammen, welches eingeladen wurde vor einem aristokratischen Publikum zu spielen. Dies aber geht gründlich schief. Der Untertitel des Stücks, „der gepeitschte Schauspieler“, fasst das Schicksal der angehenden Schauspieler zusammen, deren lebhafte Szenen einen ablenkenden Kontrapunkt zur formalen Allegorie der Haupthandlung bilden.
Die Vorläuferversion des Stücks, falls es denn je existierte, könnte ein Werk gewesen sein, das an einer der Universitäten oder Inns of Court aufgeführt wurde. Das Stück war zudem der Auftakt des War of the Theatres, welcher von 1599 bis 1601 andauern sollte. Ben Jonson, Marstons Rivale in dieser öffentlich ausgetragenen Schriftstellerfehde, wird in dem Charakter Chrisoganus verspottet.

## Ausgaben
- John Marston: Histrio-mastix, or, The player whipt. 1610 (englisch, Digitalisat bei archive.org [abgerufen am 7. September 2020]).